# Alina Tomnikov

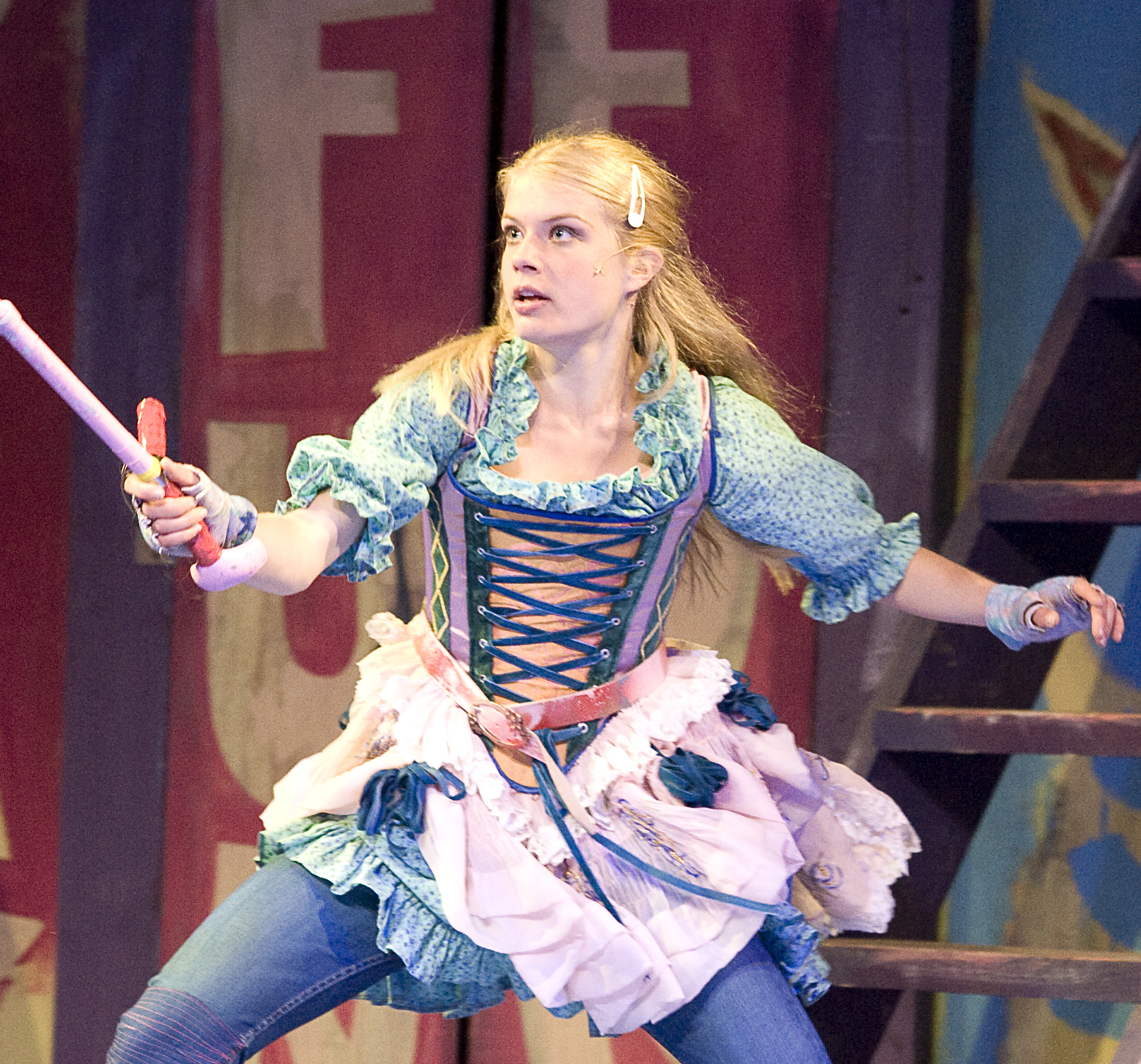
Alina Tomnikov (2011)

Alina Tomnikov (* 24. Juni 1988 in Kerava) ist eine finnische Schauspielerin.

## Leben
Alina Tomnikov ist die Tochter eines Russen und einer Finnin. Ihre Eltern lernten sich in Leningrad kennen, als ihre Mutter während ihres Medizinstudiums an der dortigen Universität war. Ihr Vater stammt aus Leningrad. Die Familie zog Ende der 1980er Jahre nach Finnland. Daher spricht sie mit Russisch und Finnisch zwei Muttersprachen. Außerdem spricht sie Englisch, Schwedisch und Deutsch. 2013 erwarb Tomnikov einen Masterabschluss in Theaterwissenschaften.
Tomnikov spielte an unterschiedlichen Theatern, darunter dem Finnischen Nationaltheater, dem Linnateatteri sowie dem Ryhmäteatteri.
In ihrer Rolle als  Milli Menninkäinen in dem von Taavi Vartia inszenierten Familienfilm Rölli ja kultainen avain debütierte Tomnikov 2013 auf der Leinwand. Seitdem war sie in über 50 Film- und Fernsehrollen zu sehen, wobei sie unter anderem in Kaffee mit Milch und Stress, Unknown Soldier – Kampf ums Vaterland und der Fernsehserie Arctic Circle – Der unsichtbare Tod mitspielte. Ihr Debüt im russischen Fernsehen gab sie 2017 in der  Fernsehserie Ekaterina, in der sie die deutsche Prinzessin Wilhelmina spielt.
Tomnikov ist seit 2019 mit dem Filmemacher Lauri Laukkanen verheiratet.

## Filmografie
- 2006–2007: Jako Kahteen (Fernsehserie, zehn Folgen)
- 2013: Rölli ja kultainen avain
- 2014: Kaffee mit Milch und Stress (Mielensäpahoittaja)
- 2014: Unfassbar (Ihan sama, Fernsehserie, sechs Folgen)
- 2015: Night Goes Long
- 2016: Love Records - anna mulle Lovee
- 2017: Euthanizer (Armomurhaaja)
- 2017: Unknown Soldier – Kampf ums Vaterland (Tuntematon sotilas)
- 2017–2019: Ekaterina (Fernsehserie, zwölf Folgen)
- 2017: Nurses (Syke, Fernsehserie, 14 Folgen)
- 2017: Rendel
- 2018: Donna (Fernsehserie, zehn Folgen)
- 2018: Arctic Circle – Der unsichtbare Tod (Arctic Circle, Fernsehserie, fünf Folgen)
- 2018: Deadwind (Karppi, Fernsehserie, zwei Folgen)
- 2019: Vihanpidot
- 2019: Ekaterina. Samozvantsy. (Fernsehserie, 16 Folgen)
- 2020: Lasten tasavalta (Fernsehserie, zehn Folgen)
- 2022 Aurinkotuulenpolku
- 2022: Funeral for a Dog (Fernsehserie, acht Folgen)
- 2022: Paratiisi (Fernsehserie, sechs Folgen)
- 2023: Järjettömän paska idea
- 2023: Pertsa ja Kilu: Faaraon sormus
- 2023: Fallende Blätter (Kuolleet lehdet)
- 2024: Koskinen (Fernsehserie, zwei Folgen)
- 2025: Keskiyön Auringosta Ikuisuuteen